# Eomeigenielloides segestris
Eomeigenielloides segestris är en tvåvingeart som beskrevs av Henry J. Reinhard 1975. Eomeigenielloides segestris ingår i släktet Eomeigenielloides och familjen parasitflugor. Inga underarter finns listade i Catalogue of Life.